# Cepães
Cepães ist ein Ort und eine ehemalige Gemeinde (Freguesia) im Norden Portugals.
Cepães gehört zum Kreis Fafe im Distrikt Braga. Die Gemeinde hatte eine Fläche von 4,2 km² und 1407 Einwohner (Stand 30. Juni 2011).
Am 29. September 2013 wurden die Gemeinden Cepães und Fareja zur neuen Gemeinde União das Freguesias de Cepães e Fareja zusammengeschlossen. Cepães ist Sitz dieser neu gebildeten Gemeinde.